# Giovanni Apocauco
Giovanni Apocauco (Naupatto, ... – 1233) è stato un vescovo ortodosso bizantino.
Nipote di Manasse di Naupatto e metropolita di Naupatto, si alleò con il despota Teodoro I d'Epiro (1222) e propugnò la creazione di una Chiesa indipendente e autocefala. Gli ideali di Apocauco si spensero con la caduta del Tiranno (1230), che lo costrinse a farsi monaco.